# Tour de France 2003/Etappen
Die Tour de France 2003 umfasste den Prolog und 20 Etappen.

## Prolog
Der Prolog der Tour de France 2003 fand, wie auch der Start der ersten Tour (1903) in der französischen Hauptstadt Paris statt. Den Prolog eröffnete inoffiziell Skistar Hermann Maier, seine Zeit wurde nicht gewertet.
Das traditionelle kurze Einzelzeitfahren zu Beginn der Tour, diesmal unter dem Eiffelturm, gewann der australische Zeitfahrspezialist Bradley McGee mit minimalen Vorsprung vor David Millar (Sco), den ein Raddefekt an seinem zweiten Prologsieg nach 2000 hinderte. Jan Ullrich (vierter Platz) konnte zum ersten Mal bei einem Tour-de-France-Zeitfahren Lance Armstrong hinter sich lassen, der nur auf dem siebenten Rang, fünf Sekunden hinter Ullrich, einkam.

## Erste Etappe
Saint-Denis–Meaux: Alessandro Petacchi (Ita)

Die erste, flache Etappe begann im Pariser Stadtteil Montgeron, wo 1903 die erste Tour de France gestartet worden war. Im Gegensatz zu damals gab es diesmal die erwartete Sprintankunft, die der Italiener Petacchi vor Robbie McEwen (Australien) und Erik Zabel gewinnen konnte. Kurz zuvor hatte ein Massensturz auf dem letzten Kilometer den größten Teil des Feldes zum Stillstand gebracht. Vor allem die beiden amerikanischen Mitfavoriten Levi Leipheimer und Tyler Hamilton stürzten schwer: Leipheimer gab auf, Hamilton setzte die Tour trotz eines doppelten Haarrisses im Schlüsselbein fort.

## Zweite und dritte Etappe
2. Etappe: La Ferté-sous-Jouarre–Sedan: Baden Cooke (Aus)

3. Etappe: Charleville-Mézières–Saint-Dizier: Alessandro Petacchi (Ita)

Zwei weitere Flachetappen brachten erneut eine Entscheidung im Sprint: Nachdem Alessandro Petacchi bei der zweiten Etappe kurz vor Schluss gestürzt war und nicht in die Entscheidung eingreifen konnte, setzte sich der Australier Cooke vor Jean-Patrick Nazon (Fra) und Jaan Kirsipuu (Est) durch. Tags darauf war Petacchi wieder da und gewann souverän. Nazon übernahm aufgrund von Zeitgutschriften für einen Tag das Gelbe Trikot.

## Vierte Etappe
Joinville–Saint-Dizier: US-Postal-Berry Floor (MZF)

Das schwere Mannschaftszeitfahren über 69 km gewann erstmals das US Postal-Team von Lance Armstrong, die den Zeitfahrspezialisten von ONCE eine halbe Minute abnehmen konnten. Die kurz vor der Tour neu zusammengestellte Bianchi-Mannschaft mit Jan Ullrich überzeugte und kam mit 43 Sekunden Rückstand auf den dritten Rang. Generell waren die Abstände zwischen den Teams nicht so groß wie in den Vorjahren, doch die Mitfavoriten Simoni (Saeco) und Iban Mayo (Euskaltel) verloren jeweils mehrere Minuten. In der Gesamtwertung übernahmen die US-Postal-Fahrer die ersten acht Plätze, mit dem Kolumbianer Víctor Hugo Peña im Gelben Trikot.

## Fünfte und sechste Etappe
5. Etappe:Troyes–Nevers: Alessandro Petacchi (Ita)

6. Etappe:Nevers–Lyon: Alessandro Petacchi (Ita)

Nach dem Einzelzeitfahren wurden noch zwei Flachetappen ausgefahren, mit klassischem Rennverlauf: Lange Fluchten kleiner Gruppen hatten keinen Erfolg, da die Sprinterteams das Feld jeweils kurz vor dem Ziel heranbrachten. Im Ziel lautete der Sieger zum dritten und vierten Mal Alessandro Petacchi. Der Italiener vom Fassa-Bortolo-Team, der auch beim Giro d’Italia im Mai schon sechs Etappen gewonnen hatte, dominierte die Sprints so souverän wie zuvor nur ein Mario Cipollini in seinen besten Zeiten.

## Siebte Etappe
Lyon–Morzine: Richard Virenque (Fra)

Die erste Bergetappe der Tour bot noch keine Höchstschwierigkeiten für die Fahrer, allerdings einen Berg der 1. Kategorie kurz vor dem Ziel. Aus einer vierköpfigen Ausreißergruppe setzte sich am letzten Berg der französische Kletterstar Richard Virenque ab und gewann die Etappe, das Gelbe Trikot und das Gepunktete Trikot. Mit dem zweiten Platz errang der tapfer kämpfende Telekom-Fahrer Rolf Aldag das beste Ergebnis seiner Laufbahn. Die Favoriten hielten sich noch zurück, die hochgewetteten Simoni und Botero enttäuschten jedoch und wurden abgehängt. Diverse Fahrer gaben das Rennen auf, unter ihnen auch der vierfache Etappensieger Petacchi.

## Achte Etappe
Sallanches–L’Alpe d’Huez: Iban Mayo (Spanien)

Die (vermeintliche) Königsetappe über den höchsten Punkt der Rundfahrt, den über 2600 m hohen Galibier, und schließlich die mythischen 21 Kehren hinauf nach L’Alpe d’Huez zur ersten Bergankunft der Tour brachte nicht die erwartete Vorentscheidung. Bei seinen vier Toursiegen hatte Lance Armstrong stets bei der ersten schweren Bergetappe angegriffen und seine Gegner deutlich distanziert. Diesmal hielt sich der Texaner zurück und sah sich am letzten Anstieg stattdessen selbst einer Reihe von Attacken gegenüber. Zwei Fahrer konnten sich absetzen: Iban Mayo gewann souverän, Alexander Winokurow holte sich den zweiten Platz. Armstrong reagierte nur, als der Tour-Zweite von 2002, Joseba Beloki, mehrmals angriff. Armstrong führte eine siebenköpfige Gruppe rund zwei Minuten nach Mayo ins Ziel und übernahm das Gelbe Trikot ohne seine übliche Demonstration der Stärke. Jan Ullrich verlor etwa anderthalb Minuten auf die Gruppe Armstrong, verriet aber nachher, von einer Magenvergiftung noch schwer gezeichnet gewesen zu sein.

## Neunte Etappe
Le Bourg-d’Oisans–Gap: Alexander Winokurow (Kaz)

Das Profil der neunten Etappe ließ keine Veränderungen im Gesamtklassement vermuten, da nur die erste Hälfte der Etappe in gebirgigem Terrain verlief. Doch das Rennen nach Gap zeigte wie im Lehrbuch, dass es die Fahrer sind, die das Rennen schwer machen. Nachdem die ganze Etappe scharf gefahren worden war, brachten die beiden kurzen Anstiege wenige Kilometer vor dem Ziel viele neue Angriffe: die Spanier Joseba Beloki und Iban Mayo attackierten wie schon tags zuvor, Lance Armstrong konterte. Am letzten Berg konnte sich schließlich Alexander Winokurow absetzen, holte auch noch eine Ausreißergruppe, unter anderem mit Jörg Jaksche (der zeitweilig im virtuellen Gelben Trikot gefahren war), ein und gewann die Etappe. Dahinter spielte sich ein Drama ab: Bei der Aufholjagd in der gefährlichen letzten Abfahrt stürzte der im Klassement zweitplatzierte Joseba Beloki schwer und musste das Rennen mit mehreren Brüchen aufgeben. Armstrong, der direkt hinter Beloki gefahren war, musste ausweichen und legte eine spektakuläre Querfeldein-Fahrt ein. Nach dieser letzten Alpenetappe lag Armstrong in der Gesamtwertung knapp vor Winokurow und Mayo in Führung, mit Jan Ullrich in Lauerstellung. Eine der spannendsten Touren der letzten Jahre zeichnete sich ab.

## Zehnte und elfte Etappe
10. Etappe: Gap–Marseille: Jakob Piil (Dän)

11. Etappe: Narbonne–Toulouse: Juan Antonio Flecha (Spa)

Zwei so genannte Überführungsetappen zwischen den Alpen und den Pyrenäen gaben größeren Ausreißergruppen die Chance auf einen Etappensieg. In Marseille konnte sich der Däne Jakob Piil im Zweier-Sprint gegen Fabio Sacchi durchsetzen, nach dem Ruhetag gewann der spanische Banesto-Fahrer Juan Antonio Flecha in Toulouse, nachdem er sich 10 km vor dem Ziel von seinen Mitausreißern abgesetzt hatte.

## Zwölfte Etappe

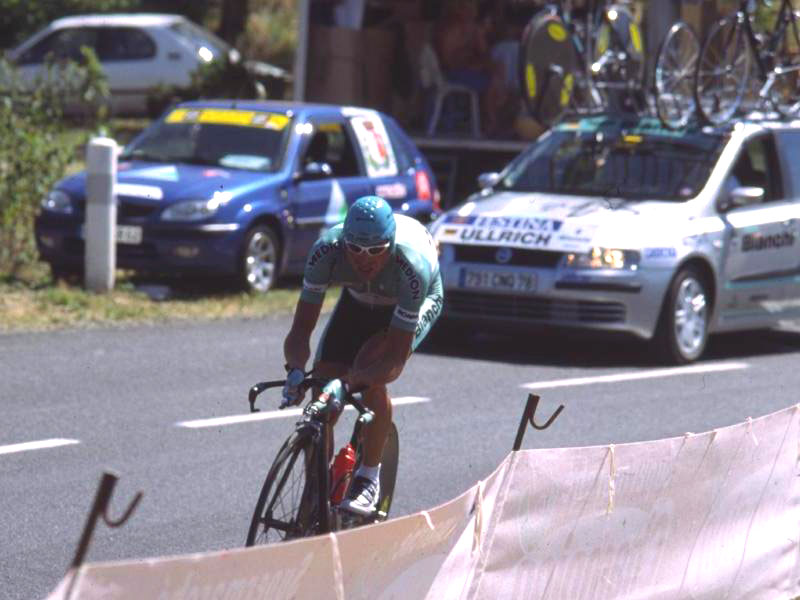
Jan Ullrich am ersten Anstieg des Einzelzeitfahrens

Gaillac–Cap' Découverte: Jan Ullrich (D)

Das erste Einzelzeitfahren, das sogenannte „Rennen der Wahrheit“, auf einem anspruchsvollen welligen Kurs, fand, wie schon die Etappen in den Tagen zuvor, bei brütender Hitze statt. Der große Favorit Lance Armstrong musste sich am Ende des Tages überraschend deutlich geschlagen geben: Ein überlegener Jan Ullrich distanzierte ihn bei seinem ersten Tour-Etappensieg seit 1998 um mehr als anderthalb Minuten. Hinter Armstrong kam Alexander Winokurow auf den dritten Rang. Die drei Fahrer lagen nach dem Einzelzeitfahren im Gesamtklassement innerhalb einer Minute.

## Dreizehnte Etappe
Toulouse–Ax 3 Domaines: Carlos Sastre (Spa)

Die erste Pyrenäenetappe konnte zwar mit der zweiten Bergankunft, aber keinem ultraschweren Profil aufwarten, da die ersten 100 km flach verliefen. Eine stark besetzte Ausreißergruppe konnte sich bis zum letzten Anstieg retten und der Spanier Carlos Sastre seiner dänischen CSC-Mannschaft den zweiten Etappensieg. Dahinter schauten sich die Favoriten zunächst an, bis der unermüdliche Alexander Winokurow drei Kilometer vor dem Ziel eine Attacke startete. Jan Ullrich ging zum Gegenangriff über, dem ein angeschlagener Armstrong nicht mehr folgen konnte. Ullrich wurde Zweiter, Armstrong konnte seinen Rückstand gering halten und behielt sein Gelbes Trikot mit nun noch 15 Sekunden Vorsprung vor dem Deutschen. Der bis dahin trotz seines Schlüsselbeinvorfalls auf der ersten Etappe sensationell gefahrene Tyler Hamilton verlor nun erstmals Zeit auf seine Konkurrenten und fiel leicht zurück.

## Vierzehnte Etappe
Saint-Girons–Loudenvielle: Gilberto Simoni (Ita)

Die zweite Pyrenäenetappe, eine Achterbahnfahrt über sechs Berge der ersten und zweiten Kategorie, war zunächst wieder von einer großen Ausreißergruppe geprägt, die über zehn Minuten Vorsprung herausarbeiten konnte. Aus dieser Gruppe setzten sich schließlich mit Richard Virenque, Gilberto Simoni und Laurent Dufaux drei starke Bergfahrer ab, die bis zum letzten Anstieg beieinander blieben und den Sieg im Tal unter sich ausmachten. Im Sprint setzte sich der bis dahin enttäuschende Tour-Mitfavorit Simoni vor Dufaux durch. Virenque konnte nach der Etappe sein sechstes Gepunktetes Trikot als gewonnen abhaken. Währenddessen kam es am Col de Peyresourde, dem letzten Pass des Tages, wieder zu zahlreichen Attacken aus dem Kreis der Favoriten. Als der drittplatzierte Winokurow angriff, konzentrierten sich Ullrich und Armstrong nur aufeinander und ließen den Kasachen ziehen, der dadurch fast das Gelbe Trikot übernehmen konnte. Vor der letzten echten Bergetappe lagen Armstrong, Ullrich und Winokurow nun nur noch 18 Sekunden auseinander, eine einmalige Konstellation in der Geschichte der Tour de France.

## Fünfzehnte Etappe
Bagnères de Bigorre–Luz-Ardiden: Lance Armstrong (USA)

Bei der zweiten Königsetappe der Tour über den legendären Col du Tourmalet und zum Schluss zur Bergankunft hinauf nach Luz-Ardiden (beides Anstiege der schwersten Kategorie) hatte sich die Hitze, die die Tour über zwei Wochen begleitet hatte, verzogen. Überraschend früh im langen Anstieg zum Col du Tourmalet griff Jan Ullrich an und konnte zunächst einige Meter Vorsprung zwischen sich und seinem Konkurrenten Lance Armstrong legen. Der viermalige Toursieger kam wieder heran, Alexander Winokurow musste jedoch abreißen lassen. Auf der Abfahrt konnte der Kasache wieder aufschließen, so dass eine kleine, hochrangig besetzte Gruppe in den letzten und entscheidenden Anstieg der Tour de France 2003 fuhr. Armstrong fuhr erstmals eine Attacke, der nur Mayo und Ullrich folgen konnten, stürzte aber spektakulär, doch zum Glück glimpflich, als sich sein Lenker an der Tüte eines der zahllosen Fans verfing. Auch Mayo stürzte über den Träger des Gelben Trikots, Ullrich konnte ausweichen und weiterfahren, wartete aber sportlich fair in der kleinen Spitzengruppe auf die Rückkehr seines großen Konkurrenten. Armstrong schloss tatsächlich schnell wieder zur Führungsgruppe auf und konterte wenig später eine Attacke von Iban Mayo. Diesmal konnte ihm niemand mehr folgen. Sein Antritt erinnerte nun wieder an seine Erfolge in den Vorjahren. Bis zum Ziel konnte er zwischen sich und seine Verfolger noch rund 40 Sekunden legen. Ullrich kam als Dritter zeitgleich mit den Euskaltel-Fahrern Mayo und Zubeldia ins Ziel und hatte nun 1:07 Minute Rückstand auf den Amerikaner, der seinem fünften Toursieg mit diesem grandiosen Etappenerfolg ein großes Stück näher kam. Winokurow verlor über zwei Minuten, festigte aber seinen dritten Gesamtrang.

## Sechzehnte Etappe
Pau–Bayonne: Tyler Hamilton (USA)

Die nach dem Ruhetag formal letzte Pyrenäenetappe ins Baskenland brachte in der Gesamtwertung nur eine Veränderung: Tyler „Schlüsselbeinbruch“ Hamilton konnte sich mit einem beeindruckenden Soloritt von fast 90 km wieder etwas nach vorn schieben, holte aber vor allem den dritten Etappensieg für das CSC-Team des früheren dänischen Toursiegers Bjarne Riis.

## Siebzehnte und achtzehnte Etappe
17. Etappe: Dax–Bordeaux: Servais Knaven (NL)

18. Etappe: Bordeaux–Saint-Maixent-l’École: Pablo Lastras (Spa)

Zwei völlig flache Etappen parallel zum Atlantik, jeweils mit einem für die dritte Woche der Tour typischen Rennverlauf: Eine große Gruppe von im Gesamtklassement abgeschlagenen Fahrern setzte sich ab und fuhr einen sehr großen Vorsprung heraus. Die Etappe nach Bordeaux, einer Stadt, die eigentlich Sprintankünfte bevorzugt, konnte der Holländer Servais Knaven gewinnen, nachdem er sich rund 15 km vor dem Ziel von seinen Mitausreißern abgesetzt hatte, die keine ordentliche Verfolgung organisieren konnten. Tags darauf gewann Pablo Lastras im Sprint dreier Fahrer vor dem Franzosen Carlos Da Cruz und dem italienischen Telekomfahrer Daniele Nardello. Bemerkenswert war, dass Jan Ullrich einen Tag vor dem letzten Zeitfahren beim ersten Zwischensprint durch eine Zeitgutschrift zwei Sekunden auf Lance Armstrong aufholen konnte.

## Neunzehnte Etappe
Pornic–Nantes: David Millar (Sco)

Das letzte – und erstmals seit 1989 wieder tourentscheidende – Einzelzeitfahren über 49 flache Kilometer fand bei teilweise strömendem Regen statt. Fast die Hälfte aller Rennfahrer stürzte dementsprechend auf der Strecke. Alle Konzentration galt aber den beiden Protagonisten der Tour 2003, Jan Ullrich und Lance Armstrong, die im Abstand von drei Minuten auf die Strecke gingen. Ullrich, der 1:05 Min. aufzuholen hatte, war gleich zu Beginn fünf Sekunden schneller, danach blieb der Abstand aber für lange Zeit konstant. Auf den letzten zehn Kilometern, die aufgrund vieler Richtungswechsel bei nasser Strecke äußerst gefährlich waren, stürzte Ullrich in einer Rechtskurve und verlor damit zwar nicht die Tour, denn der Gesamtsieg war zu diesem Zeitpunkt wohl nicht mehr in Reichweite, aber zumindest seinen zweiten Etappensieg, nachdem Ullrich von Beginn an auf Bestzeitkurs gelegen hatte. Ullrich kam als Vierter ins Ziel, Armstrong ging kein Risiko mehr ein und beendete das Zeitfahren als Dritter. Es gewann der Schotte David Millar, der schon beim Prolog nur um Sekundenbruchteile am Etappensieg vorbeigefahren war. Alexander Winokurow festigte seinen dritten Gesamtplatz, Tyler Hamilton überholte die beiden Euskaltel-Fahrer Zubeldia und Iban Mayo und kam auf den vierten Gesamtrang.

## Zwanzigste Etappe
Ville d'Avray–Paris: Jean-Patrick Nazon (Fra)

Die „Tour d'honneur“, die traditionelle Ehrenrunde auf die Pariser Avenue des Champs-Élysées, fand zum fünften Mal hintereinander zu Ehren Lance Armstrongs statt, der zu den anderen fünffachen Siegern Jacques Anquetil, Eddy Merckx, Bernard Hinault und Miguel Indurain in das Pantheon des Radsports einziehen konnte. Als das obligatorische Sektglas ausgeschlürft war, kam es wie (fast) immer zum Massensprint im Herzen von Paris. Die beiden australischen Kontrahenten im Kampf um das Grüne Trikot, Robbie McEwen und Baden Cooke, gewannen je einmal einen Zwischensprint und beharkten sich bis zur Ziellinie bis an die Grenze des Erlaubten. Letztlich lag Baden Cooke eine knappe Radlänge vorn. Den prestigeträchtigen Sieg auf den Champs-Elysées schnappte den beiden aber überraschend der französische Sprinter Jean-Patrick Nazon vor der Nase weg.